# Janez Puhar
Janez Puhar, född 26 augusti 1814 i Kranj, Krain (nuvarande Slovenien), död 7 augusti 1864 samma plats, var en slovensk fotograf och katolsk präst, som 1842 lyckades få fram fotografier på glas. 

## Biografi
Janez Puhar fick sin utbildning på gymnasiet i Ljubljana där han lärde sig flera språk; förutom latin kunde han franska, tyska, engelska och italienska. Han var också duktig i musik, botanik, matematik och fysik. Efter avslutat gymnasium ville han ägna sig åt konsten, men sökte han i enlighet med sin mors önskan till prästseminarium. År 1838 vigdes han till präst och började som sådan i Leskovc vid Krsko. 
När fotografering med dagerrotypi och kalotypi spreds från Paris 1839 kom Puhar att intressera sig för denna konstform och teknik. 1842 lyckades han med innovationen fotografier på glas. Janez Puhar blev ofta förflyttad av kyrkan, år 1846 till Bled. Här fanns en begynnande turism och därmed besökare från länder som England, Frankrike och Amerika vilka hjälpte till sprida kännedom om hans uppfinning. Den franske viscounten Louis de Dax köpte under sin vistelse 1849 i Bled fyra fotografier på glas av Puhar. Dax skrev sedan 1852 i den betydande franska tidningen La Lumiere om Puhar och fotograferingsteknik.
År 1853 blev Puhar förflyttad igen och tappade då kontakten med de människor han lärt känna och nyheter om vetenskapliga händelser i världen. Han fortsatte experimentera med nya förfaranden vad gäller t.ex. fotografier på papper och projektioner mot en vägg. Dock offentliggjordes inte detta längre. 
Sommaren 1864 återvände han svårt lungsjuk till födelsestaden Kranj och dog den 7 augusti endast 49 år gammal.

## Puhars innovation
Janez Puhar innvoation överträffade dåtidens process i många avseenden – framför allt kortare exponeringstid (Puhars belysning tog 15 sekunder, medan det för andra tog minuter och t.o.m. timmar), vilket gjorde det möjligt för honom att fotografera porträtt. En annan fördel var den positiva bilden som möjliggjordes med hjälp av glas. Processen möjliggjorde också avbildning på papper. 
Puhar kallade sin uppfinning hyalotypi eller genomskinlig ljusskrift, transparent ljusbild, transparenta bilder på glas samt motsvarande tyska beteckningar. Under Puhars livstid kallades hans bilder puharotypier.
Kännetecknande för metoden är
- användning av glas
- tillgängligt material: svavel (kännetecknande för Puhar), mastix, brom, jod, kvicksilver och alkohol
- stearinljus av vass
- egentillverkad camera obscura

Puhars förfarande: Han använde sig av vanligt eller slipat glas, som han värmde upp och täckte med en hinna av ljuskänsligt svavel. Han impregnerade det med flyktigt jod, placerade det i kameran och belyste det. Under tiden tillförde han också kvicksilver som han värmde i apparatens botten. Efter belysningen förstärkte han den svaga bilden med bromånga. Sedan fixerade han bilden med alkohol, lackerade den och täckte över med annat glas.
Janez Puhar har efterlämnat sin egen beskrivning av förfarandet. Den är inte helt exakt och ingen har hittills lyckats att tillfullo upprepa prestationen.
Puhars forskning rapporterades i  tidningen Carnolia i maj 1841. En månad senare publicerade samma tidning hans klargöranden, där alla fördelar med detta förfarande framgår och där användandet av glas anmodas. Sina upptäckter förfinade Puhar i Ljubno år 1842 och lyckades tillverka bilder på glas som var av hög kvalitet och hållbara. Uppfinningen är daterad den 19 april 1842. Den första offentliga kungörelsen av Puhars uppfinning är artikeln “Neu erfundenes Verfahren, transparente Heliotypen auf Glasplatten darzustellen” i tidningen “Carniola”, den 28 april 1843. Därefter publicerades samma artikel igen den 3 maj 1843 i tidningen från Graz “Innerösterreichisches Industrie- und Gewerbeblatt”.
Han hade dock problem med att bli erkänd då även andra använde glas för fotografiska tester. Fransmannen Abel Niépce, som förbättrade kalotypin och skapade högkvalitativa bilder rapporterade sin uppfinning till franska vetenskapsakademin i oktober 1847. Janez Puhar lyckades få ett erkännande i Österrike och i Paris först 1851-1852 men hamnade därmed alltid i skuggan av Niépce. 

### Andra innovationer av Puhar inom fotografering
Förutom att uppfinna fotografier på glas vidareutvecklade Puhar denna produkt. Om detta finns endast hans egna rapporter, katalogiserade anteckningar från utställningar samt slutledningar vid efterforskningar om honom:
- projektion mot vägg – förstorade bilder med hjälp av "laterna magica"
- kopiering med hjälp av elastiska plattor (glas täckt med gummi och svavellösning) på papper och glas
- heliogravyr – kopiering av bilder med tryckfärg och tryckapparat
- fotografier på papper med svavel och kvicksilver (uppfinningen är daterad av Puhar -  25 oktober 1853)
- platinatryck (för detta ska han ska ha fått medalj i London)[källa behövs]
- tryckskrift – bilder med skrift på glas (enligt Mosers teori)
- fotoreproduktion på saltat papper

## Erkännanden
- Erkännande från Wiens Vetenskapsakademi, 1851, med publicering av Puhars rapport ”Die Transparentlichtbilder auf Glas” (transparenta ljusbilder på glas).
- Diplom från Franska Akademien “Académie nationale agricole manufacturière et commerciale”, 1852
- London, Great Exhibition of the Works of Industry of all Nations, 1851: Puhar var en av endast 3 utställare som representerade det Österrikiska Kejsarriket. För sin innovation på glas fick han medalj.
- New York, Exhibition of the Industry of All Nations, 1853: till utställningen i New York blev han inbjuden av företaget Englemann Brothers som upptäckte honom i London. Till utställningen, där han deltog, kom mer än en miljon människor.
- Paris, L’exposition universelle de 1855: Janez Puhar deltog med fotografier på glas, på papper och med ljuskopior. I utställningens katalog presenterades han som uppfinnare av fotografin enligt nytt förfarande. Även här fick han medalj.

## Namngivningar
Efter honom har namngivits:
- Janez Puhar priset, som utdelas av Slovenska Fotografförbundet för utomordentliga resultat på fotografins område samt för livsgärningar
- hans förfarande för fotografering på glas – puharotypi
- Puhars gata i Ljubljana
- Puhars gata i Kranj
- Puhars utmärkelse, som utdelas av  Fotografiföreningen Janez Puhar Kranj
- Puhars medalj, som utdelas av Fotografiföreningen Puhar Kranj och sedan 2014 även på internationella utställningar FIAP (internationella fotografiska förbundet) för bästa porträttet

## Verk

### Fotografi på glas

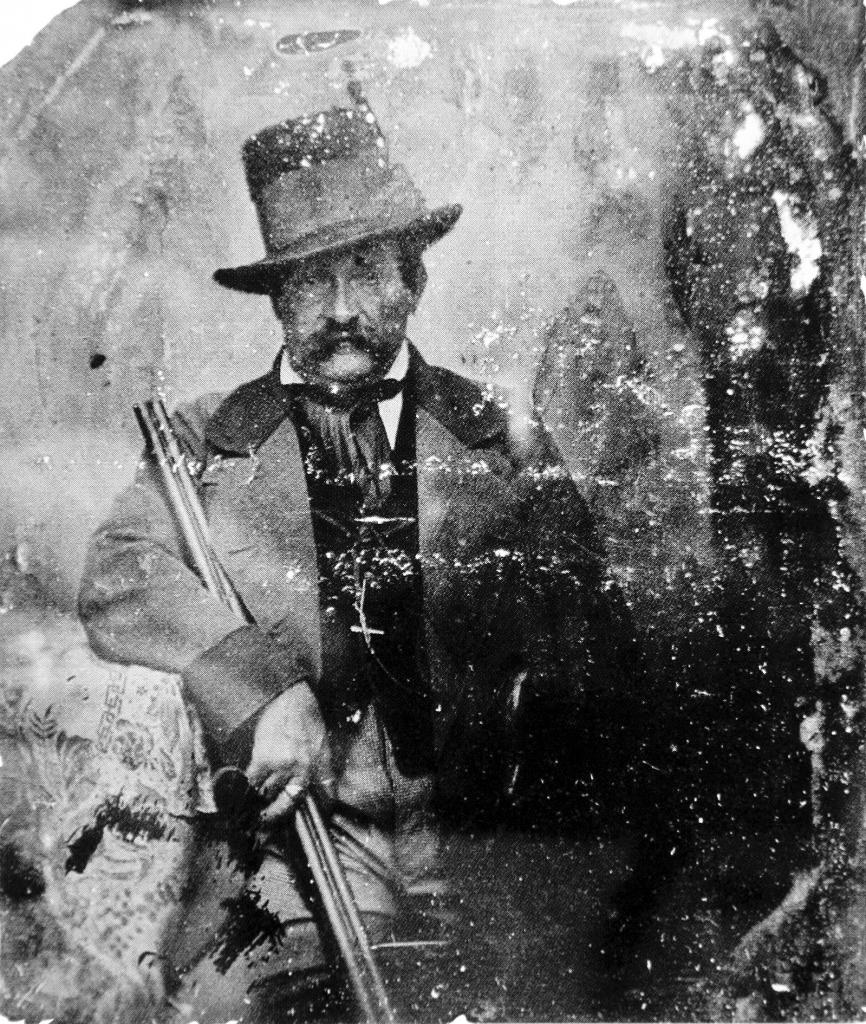
Porträtt av man (porträtt av svågern)
fotografi på glas, ca år 1855, 11,5 x 9,2 cm,
Sloveniens Nationalmuseum, Ljubljana

Den hittillsvarande utforskningen av Puhars arv har resulterat i att man lyckats bevara fem avbilder på glas samt en fotokopia av den sjätte.
- Självporträtt, reproduktion av fotografi på glas (originalet är försvunnet), Slovenska Nationalmuseet, Ljubljana
- Självporträtt, fotografi på glas, 10 x 12 cm, Slovenska Nationalmuseet, Ljubljana.
- Porträtt av man (möjligen svåger), fotografi på glas,  9,4 x 11,5 cm, Slovenska Nationalmuseet, Ljubljana.
- Porträtt av kvinna (möjligen syster), fotografi på glas, 10,3 x 12,1 cm, Slovenska Nationalmuseet, Ljubljana.
- Andrej Vavken i Cerklje, Gorenjska, fotografi på glas, 6,7 x 8,4 cm, Museum för arkitektur och formgivning, Ljubljana
- Porträtt av kompositören Andreja Vavkna och konstnären Ivan Frank, fotografi på glas, 9,7  x 11,5 cm, i privat ägo

### Fotoreproduktioner
Ön på sjön i Bled, färgad fotoreproduktion av grafiskt motiv på papper, 6,5 x 5,1 cm, Slovenska Nationalmuseet, Ljubljana.
Nattvarden, färgad fotoreproduktion av grafiskt motiv på papper, 7,8 x 6 cm, Slovenska Nationalmuseet, Ljubljana.
Gregor Rihar i båt på sjön Bled, fotoreproduktion av Puhars ritning på papper, 9,1 x 6,3 cm, Slovenska Nationalmuseet, Ljubljana

### Försvunna puharotypier
För flertalet av Puhars fotografier vet man inte var de är. Nedskrivna källor beskriver dock åtminstone följande: 
- 2 ljusavbilder som han presenterade inför en sammankomst av vetenskapsmän i Ljubljana år 1849
- 4 bilder, som Viscount Louis de Dax köpte i Bled
- bilder, som han skickade till Kejserliga Vetenskapsakademin i Wien
- fotografier, med vilka han deltog på världsutställningar i London, New York och Paris
- porträtt av släktingar - familjen Polencs kvarlåtenskap, som förstördes under andra världskriget

### Från anteckningar har vi kännedom om följande försvunna konstverk
- Porträtt av Puhars syster Francke
- Francka på dödsbädd
- Färgad teckning av fadern och systrarna
- Ritning av Borgen i Bled
- Puhars utskurna silhuett av sig själv